# Dan Ziegler
Dan Ziegler (* 21. Januar 1957) ist ein deutscher Mediziner mit den wissenschaftlichen Schwerpunkten diabetische Polyneuropathie, kardiovaskuläre autonome Neuropathie, diabetische Gastroparese; erektile Dysfunktion, endotheliale Dysfunktion und zentralnervöse Dysfunktion bei Diabetes.

## Leben
Von 1977 bis 1983 studierte Ziegler Medizin an der Universität Heidelberg. Im Jahr 1983 legte er die ärztliche Prüfung ab und erhielt im gleichen Jahr seine Approbation. 1984 promovierte er an der Medizinischen Klinik der Universität Heidelberg zum Thema Radioimmunoassay für Human-Parathormon (53-84): Kopplung von hPTH (53-84) an Thyreoglobulin zur Erzeugung von Antikörpern und Verwendung von tyrosyliertem und nicht tyrosyliertem Peptid als Tracer. Im Jahr 1990 erhielt er seine Anerkennung als Arzt für innere Medizin. Zwei Jahre später, im Jahr 1993, erhielt er die Lehrerlaubnis für innere Medizin, nachdem er im gleichen Jahr an der Heinrich-Heine-Universität Düsseldorf mit dem Thema Diabetische Neuropathie: Charakterisierung, Frühdiagnostik, natürlicher Verlauf, metabolische Einflußfaktoren und Effekte einer pathogenetisch begründeten Intervention habilitierte. Im Jahr 1998 wurde er zum außerplanmäßigen Professor ernannt.

## Wissenschaftliche Tätigkeit
Ziegler ist Verfasser von über 200 Original- und Übersichtsarbeiten in internationalen Fachzeitschriften und Büchern. Außerdem verfasste er mehrere Lehrbücher. Er ist Mitglied von Experten-Komitees zur Erarbeitung von Leitlinien nationaler Diabetesgesellschaften: DDG: Diabetische Neuropathie seit 2000 und ADA: Consensus Report on Diabetic Neuropathy seit 2004.

## Internationale Qualifikationen
- Recognition of quality in endocrinology, diabetes and metabolism by the European Board of Endocrinology of the U.E.M.S. (2001)
- Fellow of the Royal College of Physicians of Edinburgh (FRCP Edin) (2003)

## Mitgliedschaft in wissenschaftlichen Beiräten
Dan Ziegler ist Mitglied in folgenden wissenschaftlichen Beiräten:
- Wissenschaftlicher Beirat von Diabetes und Stoffwechsel (offizielles Organ der DDG) 1997-2000
- Wissenschaftlicher Beirat von Clinical Autonomic Research; offizielles Organ der American Autonomic Society and Clinical
- Autonomic Research Society seit 2001
- Beirat der Review-Editoren von International Diabetes Monitor seit 2002
- Associate Editor von Diabetic Medicine; offizielles Organ der British Diabetic Association (BDA) seit 2000
- Beirat der Arbeitsgemeinschaft Diabetes und Nervensystem (AGDN) der DDG seit 1996
- Sprecher der AGDN seit 2004
- Beirat der Arbeitsgemeinschaft Autonomes Nervensystem der Deutschen Gesellschaft für Neurologie (DGN)
- Vizepräsident der Diabetic Neuropathy Study Group of the EASD (NEURODIAB) 1997-2000:
- Präsident von der Diabetic Neuropathy Study Group of the EASD (NEURODIAB) 2001-2003
- Wissenschaftlicher Beirat des Informationszentrums für Sexualität und Gesundheit e.V. seit 1999

## Veröffentlichungen
- Kompendium schmerzhafte diabetische Polyneuropathie Ziegler, Dan. - Linkenheim-Hochstetten : Aesopus-Verl., 2012
- Diabetische Neuropathie : Charakterisierung, Frühdiagnose, natürlicher Verlauf, metabolische Einflussfaktoren und Effekte einer pathogenetisch begründeten Intervention, München ; Wien ; Baltimore : Urban und Schwarzenberg, 1993, ISBN 3-541-13931-5
- Radioimmunoassay für Human-Parathormon (53 - 84): Kopplung von HPTH (53 - 84) an Thyreoglobulin zur Erzeugung von Antikörpern und Verwendung von tyrosyliertem und nicht tyrosyliertem Peptid als Tracer, Heidelberg, Univ., 1984 (Dissertation)